# Teoría de la emisión (relatividad)

Esquema de estrellas binarias eclipsantes mostrando la curva de luz observada. El análisis de las características del comportamiento de la luz de este tipo de estrellas sirvió para cuestionar seriamente la teoría de la emisión

La teoría de la emisión, también llamada teoría del emisor o teoría balística de la luz, era una teoría competidora de la teoría de la relatividad especial, que explicaba los resultados del experimento de Michelson y Morley de 1887. Obedece al principio de relatividad al no considerar un sistema de referencia preferente para la transmisión de la luz, pero propone que la luz se emite a velocidad "c" respecto a su fuente de origen, en lugar de aplicar el postulado de invariancia. En consecuencia, combina el electromagnetismo y la mecánica con una teoría newtoniana simple. Aunque todavía hay defensores de esta teoría fuera de la corriente científica principal, la mayoría de los científicos consideran que está definitivamente desacreditada.

## Historia
El nombre más frecuentemente asociado con la teoría de las emisiones es Isaac Newton. En su teoría corpuscular, visualizó "corpúsculos" de luz siendo expulsados desde cuerpos calientes a una velocidad nominal c con respecto al objeto emisor, y obedeciendo las leyes habituales de la mecánica newtoniana, y por lo tanto se espera que la luz se mueva hacia el observador con una velocidad que asuma la velocidad del emisor distante (c ± v).
En el siglo XX, Albert Einstein ideó la teoría de la relatividad especial para resolver el aparente conflicto entre el electromagnetismo y el principio de relatividad. La simplicidad geométrica de la teoría era muy convincente, y la mayoría de los científicos aceptaron la relatividad en 1911. Sin embargo, unos pocos científicos rechazaron el segundo postulado básico de la relatividad: la constancia de la velocidad de la luz en todo sistema de referencia inercial. Entonces se propusieron diferentes tipos de teorías de emisión, en las que la velocidad de la luz depende de la velocidad de la fuente, y se usa la transformación de Galileo en lugar de la transformación de Lorentz. Todas estas teorías pueden explicar el resultado negativo del experimento de Michelson y Morley, puesto que la velocidad de la luz es constante respecto al interferómetro en todos los sistemas de referencia. Algunas de esas teorías fueron:
- La luz retiene en todo su recorrido la componente de velocidad que obtuvo de su fuente original en movimiento, y después de la reflexión, la luz se propaga en forma esférica alrededor de un centro que se mueve con la misma velocidad que la fuente original (teoría propuesta por Walther Ritz en 1908).[4] Este modelo se consideró la teoría de emisión más completa. En realidad, Ritz estaba modelando la electrodinámica de Maxwell y Lorentz, y en un artículo posterior,[5] afirmó que las partículas de emisión en su teoría deberían sufrir interacciones con las cargas en su trayectoria y, por lo tanto, las ondas (producidas por ellas) no conservarían indefinidamente su velocidad de emisión original.
- La porción excitada de un espejo reflectante actúa como una nueva fuente de luz y la luz reflejada tiene la misma velocidad c con respecto al espejo que la luz original con respecto a su fuente (teoría propuesta por Richard Tolman en 1910, aunque era partidario de la relatividad especial).[6]
- La luz reflejada por un espejo adquiere una componente de velocidad igual a la velocidad de la imagen especular de la fuente original (teoría propuesta por Oscar M. Stewart en 1911).[7]
- J. G. Fox (1965) introdujo una modificación de la teoría de Ritz-Tolman. Sostuvo que se debe considerar el teorema de extinción (es decir, la regeneración de la luz dentro del medio atravesado). En el aire, la distancia de extinción sería de solo 0,2 cm, es decir, después de recorrer esta distancia la velocidad de la luz sería constante con respecto al medio, y no con respecto a la fuente de luz inicial (el propio Fox era, sin embargo, partidario de la relatividad especial).[1]

Se supone que Albert Einstein trabajó en su propia teoría de emisiones antes de abandonarla en favor de su teoría de la relatividad especial. Muchos años después R.S. Shankland dijo que Einstein comentó que la teoría de Ritz había sido "muy mala" en algunos aspectos, y que él mismo finalmente la había descartado porque no podía pensar en ningún tipo de ecuaciones diferenciales que la describieran, ya que lleva a que las ondas de luz se conviertan "en una mezcolanza".

## Refutaciones de la teoría de la emisión
De Sitter introdujo el siguiente esquema para probar la teoría de la emisión:
{\displaystyle c'=c\pm kv\,}
donde c es la velocidad de la luz, v la de la fuente, c' la velocidad resultante de la luz y k una constante que denota el grado de dependencia de la fuente que puede alcanzar valores entre 0 y 1. Según la relatividad especial y el éter estacionario, k=0, mientras que las teorías de emisión permiten valores de hasta 1. Se han realizado numerosos experimentos terrestres, en distancias muy cortas, donde no hay "arrastre de luz" o los efectos de la extinción podrían entrar en juego, y nuevamente los resultados confirman que la velocidad de la luz es independiente de la velocidad de la fuente, descartando de manera concluyente la teoría de emisión.